# 袁伯诚
袁伯诚（1934年12月24日—2007年），出生于山东省即墨县（今属青岛市），毕业于北京师范大学中文系。书法家、书法评论家，青岛大学师范学院教授。
早年参加革命，1950年入学军事干部学校，后由山东军区司令部酌选至山东省公安干校学习。1950年在华东军政委员会公安部工作，并于1952年华东警卫团与上海警卫处合并后调入上海警卫处做首长警卫工作，先后任宋庆龄、陈毅等人的警卫。1956年考入北京师范大学中文系，求学期间得到李长之、启功等大家的亲炙。1958年2月因言获罪被打为“右派”。1964年12月再次因言获罪，因诗稿《呕血集》被打成“现行反革命”，被监禁三年又八个月。1972年5月16日获平反。1988年调入青岛师专（现青岛大学师范学院）工作。